# Nevin Galmarini
Nevin Galmarini (ur. 4 grudnia 1986 w St. Gallen) – szwajcarski snowboardzista, dwukrotny medalista olimpijski, brązowy medalista mistrzostw świata i zdobywca Pucharu Świata.

## Kariera
Po raz pierwszy na arenie międzynarodowej pojawił się 8 grudnia 2002 roku w Cortina d’Ampezzo, gdzie w zawodach FIS Race zajął 98. miejsce w gigancie równoległym. W 2004 roku wystąpił na mistrzostwach świata juniorów w Oberwiesenthal i Klinovcu, zajmując 36. miejsce w snowcrossie i 44. miejsce w gigancie równoległym. Jeszcze dwukrotnie startował w zawodach tego cyklu, najlepszy wynik osiągając podczas mistrzostw świata juniorów w Vivaldi Park w 2006 roku, gdzie był jedenasty w snowcrossie.
W zawodach Pucharu Świata zadebiutował 13 grudnia 2006 roku w San Vigilio, zajmując 30. miejsce w gigancie równoległym. Tym samym już w swoim debiucie wywalczył pierwsze pucharowe punkty. Na podium zawodów tego cyklu po raz pierwszy stanął 27 marca 2011 roku w Arosie, kończąc rywalizację w tej samej konkurencji na trzeciej pozycji. W zawodach tych wyprzedzili go jedynie Austriak Andreas Prommegger i Roland Fischnaller z Włoch. Najlepsze wyniki osiągnął w sezonie 2017/2018, kiedy to zwyciężył w klasyfikacji PAR i klasyfikacji giganta równoległego.
Największy sukces osiągnął w 2018 roku, kiedy podczas igrzysk olimpijskich w Pjongczangu zdobył złoty medal w gigancie równoległym. Cztery lata wcześniej, na igrzyskach olimpijskich w Soczi wywalczył srebrny medal w tej konkurencji. Rozdzielił tam reprezentującego Rosję Vica Wilda i Žana Košira ze Słowenii. Na tych samych igrzyskach był też siódmy w slalomie równoległym. Na rozgrywanych w 2017 roku mistrzostwach świata w Sierra Nevada zdobył brązowy medal w swej koronnej konkurencji, plasując się za Prommeggerem i jego rodakiem, Benjaminem Karlem. Był też między innymi ósmy slalomie równoległym na mistrzostwach świata w Stoneham w 2013 roku.

## Osiągnięcia

### Igrzyska olimpijskie
| Miejsce | Dzień     | Rok  | Miejscowość | Konkurencja       | Zwycięzca          |
| ------- | --------- | ---- | ----------- | ----------------- | ------------------ |
| 17.     | 27 lutego | 2010 | Vancouver   | Gigant równoległy | Jasey-Jay Anderson |
| 2.      | 19 lutego | 2014 | Soczi       | Gigant równoległy | Vic Wild           |
| 7.      | 22 lutego | 2014 | Soczi       | Slalom równoległy | Vic Wild           |
| 1.      | 24 lutego | 2018 | Pjongczang  | Gigant równoległy | -                  |

### Mistrzostwa świata
| Miejsce | Dzień       | Rok  | Miejscowość   | Konkurencja       | Zwycięzca          |
| ------- | ----------- | ---- | ------------- | ----------------- | ------------------ |
| 32.     | 20 stycznia | 2009 | Gangwon       | Gigant równoległy | Jasey-Jay Anderson |
| 24.     | 21 stycznia | 2009 | Gangwon       | Slalom równoległy | Benjamin Karl      |
| 9.      | 19 stycznia | 2011 | La Molina     | Gigant równoległy | Benjamin Karl      |
| 22.     | 22 stycznia | 2011 | La Molina     | Slalom równoległy | Benjamin Karl      |
| 14.     | 25 stycznia | 2013 | Stoneham      | Gigant równoległy | Benjamin Karl      |
| 8.      | 27 stycznia | 2013 | Stoneham      | Slalom równoległy | Rok Marguč         |
| DSQ     | 22 stycznia | 2015 | Kreischberg   | Slalom równoległy | Roland Fischnaller |
| 15.     | 23 stycznia | 2015 | Kreischberg   | Gigant równoległy | Andriej Sobolew    |
| 4.      | 15 marca    | 2017 | Sierra Nevada | Slalom równoległy | Andreas Prommegger |
| 3.      | 16 marca    | 2017 | Sierra Nevada | Gigant równoległy | Andreas Prommegger |
| 32.     | 4 lutego    | 2019 | Park City     | Gigant równoległy | Dmitrij Łoginow    |
| DSQ     | 5 lutego    | 2019 | Park City     | Slalom równoległy | Dmitrij Łoginow    |
| 5.      | 1 marca     | 2021 | Rogla         | Gigant równoległy | Dmitrij Łoginow    |
| 9.      | 2 marca     | 2021 | Rogla         | Slalom równoległy | Benjamin Karl      |

### Puchar Świata

#### Miejsca w klasyfikacji generalnej
- sezon 2006/2007: 227.
- sezon 2007/2008: 164.
- sezon 2008/2009: 48.
- sezon 2009/2010: 20.
  - PAR[2]
- sezon 2010/2011: 14.
- sezon 2011/2012: 9.
- sezon 2012/2013: 5.
- sezon 2013/2014: 5.
- sezon 2014/2015: 10.
- sezon 2015/2016: 11.
- sezon 2016/2017: 4.
- sezon 2017/2018: 1.

#### Miejsca na podium w zawodach
1. Arosa – 27 marca 2011 (gigant równoległy) – 3. miejsce
2. Stoneham – 22 lutego 2012 (gigant równoległy) – 3. miejsce
3. Moskwa – 23 lutego 2013 (gigant równoległy) – 2. miejsce
4. Carezza – 12 grudnia 2015 (gigant równoległy) – 3. miejsce
5. Rogla – 28 stycznia 2017 (gigant równoległy) – 1. miejsce
6. Bansko – 4 lutego 2017 (gigant równoległy) – 2. miejsce
7. Carezza – 14 grudnia 2017 (gigant równoległy) – 2. miejsce
8. Lackenhof – 5 stycznia 2018 (gigant równoległy) – 1. miejsce
9. Bansko – 26 stycznia 2018 (gigant równoległy) – 2. miejsce
10. Bansko – 28 stycznia 2018 (gigant równoległy) – 1. miejsce
11. Scuol – 10 marca 2018 (gigant równoległy) – 3. miejsce
12. Cortina d’Ampezzo – 15 grudnia 2018 (gigant równoległy) – 2. miejsce